# Phumaso & Smack
Phumaso & Smack ist eine Rap-Crew aus Winterthur.

## Biografie
Phumaso & Smack (bürgerlich Thomas Egli und Ariel Hasler) lernten sich bei einem Gig kennen. Beide hatten schon Erfahrungen mit Rap und so begannen sie 2006 als Rap-Duo. Zusammen mit den Beatproduzenten Shocktraderz veröffentlichten sie 2009 ihr erstes Album Post Scriptum. Es folgten das Gratisalbum Besser isches, das Album Artikel 16 sowie die EP Operation Megaphon, die sie zusammen mit C.mEE aufnahmen. Ende April 2013 veröffentlichten sie Wurzle & Chrone und erreichten in der Schweiz mit Rang 6 die beste Platzierung eines Schweizer Digital-Only-Albums. Bei der Slangnacht 2012 gewannen sie den Swiss Hip Hop Music Award als beste Rap-Combo.

## Erfolge
Wurzle & Chrone ist das erste Top-10-digital-only-Album der Schweiz. Aktuell halten sie damit auch den Rekord für die höchste Chartplatzierung, welche mit einem digital-only Release erreicht wurde.

## Diskografie
- 2009: Post Scriptum (Sekond Music)
- 2010: Besser Isches (Sekond Music)
- 2011: Artikel 16 (Sekond Music)
- 2012: Operation Megaphon (bdd) (zusammen mit C.mEE)
- 2013: Wurzle & Chrone (bdd)
- 2014: Mittwuch Nami (Möchtegang)
- 2016: Campione (Möchtegang)
- 2018: Quintessenz (Sekond Music)
- 2024: XV (Sekond Music)